# Gladys del Estal

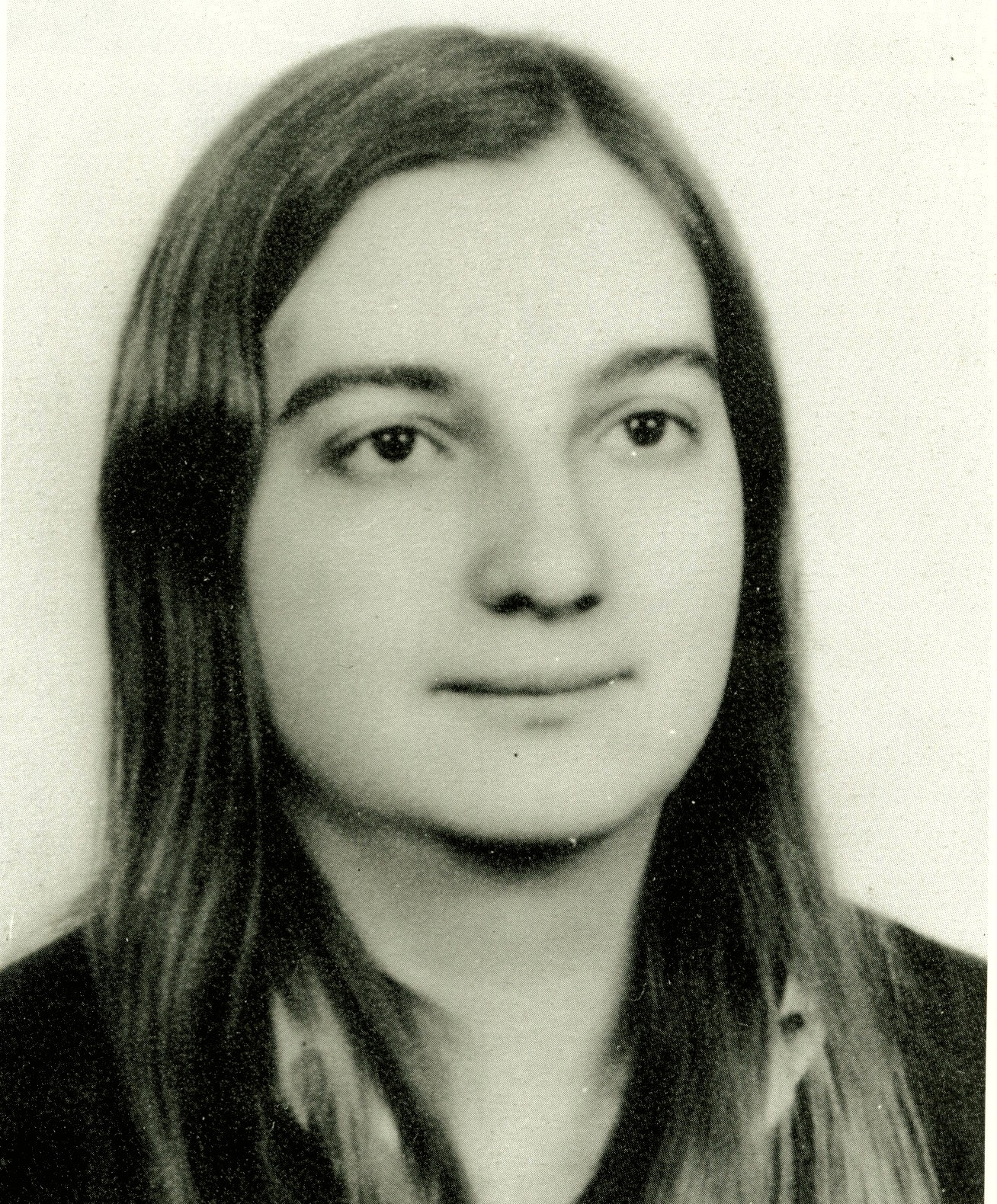
Gladys del Estal (1978)

Gladys del Estal Ferreño (geb. 1956 in Caracas, Venezuela; gest. 3. Juni 1979 in Tudela, Navarra) war eine venezolanisch-spanische Programmiererin und Umweltaktivistin aus Donostia / San Sebastián (Gipuzkoa). Zur Zeit der spanischen Transition wurde sie während der Teilnahme an einer antimilitaristischen und antinuklearen Demonstration in Tudela gegen das Bauprogramm des Kernkraftwerks Lemóniz und den Schießplatz für Flugzeuge in Bardenas bei der Niederschlagung des Protest durch eine Kugel von der Guardia Civil getötet. Seitdem ist sie zu einer wichtigen Ikone der Ökologiebewegung geworden.

## Biografie
Gladys del Estal Ferreño wurde 1956 in Venezuela als Tochter spanischer Eltern geboren, die während des Spanischen Bürgerkriegs (1936–1939) im Exil lebten. Ihr Vater war Enrique del Estal Añorga und ihre Mutter Eugenia Ferreño. Die Familie kehrte in ihre Heimat zurück und ließ sich in Egia, einem Stadtviertel von San Sebastian, nieder. Sie studierte am „Colegio Presentación de María“ und später in der Verwaltung am „Centro Cultural Femenino Nazaret“ (Frauenkulturzentrum Nazareth). Außerdem schloss sie 1978 ihr Studium an der Fakultät für Informatik an der Universität des Baskenlandes ab und arbeitete als Programmiererin in einer kleinen Computerfirma.

## Todesumstände

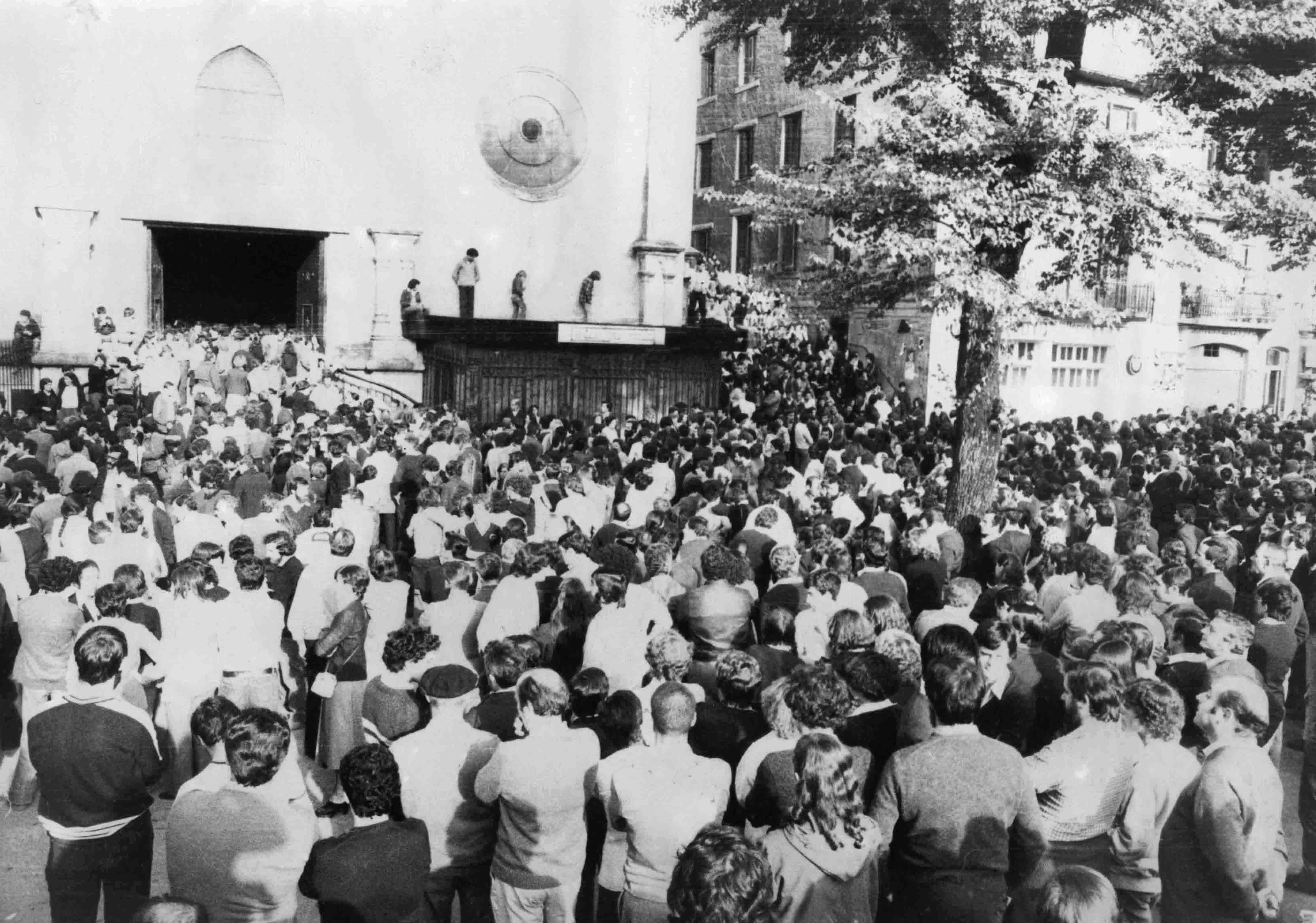
Beerdigung in Donostia / San Sebastián unter großer Anteilnahme der Bevölkerung (1979)

Die Anti-Atomkraft-Bewegung rief für den 3. Juni 1979 zu einer Demonstration in Tudela auf, die sich mit einer anderen Demonstration gegen den Schießplatz für Flugzeuge in Bardenas verband. Die Guardia Civil bezog in Tudela Stellung und ging gegen die 4.000 Teilnehmer der friedlichen Demonstration vor. Als die Demonstranten flohen, beschlossen einige von ihnen, sich auf der Brücke gegen die Repression niederzulassen, darunter auch Gladys. Ein Trupp der Guardia Civil näherte sich ihnen, und der Gardist José Martínez Salas schoss Estal mit einem automatischen Gewehr in den Hinterkopf, was ihren sofortigen Tod zur Folge hatte. Auch weitere Personen wurden getötet.
Der Urheber des Schusses wurde im Dezember 1981 wegen „fahrlässiger Gefährdung“ zu 18 Monaten Haft verurteilt, da das Gericht in Pamplona seine Tat als „unbeabsichtigt“ einstufte. Andere Umweltschützer, die es vorziehen, anonym zu bleiben, geben an, dass der Beamte José Martínez Salas sie mit einer obszönen Bemerkung bedachte, woraufhin sie ihn beschimpfte. Der Beamte habe daraufhin auf sie geschossen.

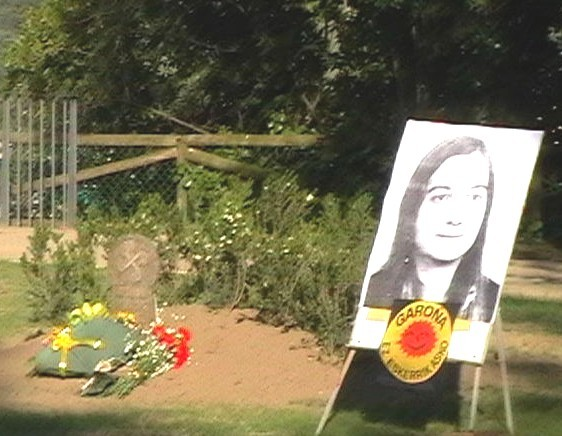
Gedenken an Gladys del Estal, die bei einer Anti-Atomkraft-Demonstration ums Leben kam.

Der für den Mord verantwortliche Offizier der Guardia Civil scheint keinen Fuß ins Gefängnis gesetzt zu haben. Zehn Jahre später wurde er für sein „tadelloses Verhalten“ in Tudela, wo Gladys del Estal ermordet wurde, ausgezeichnet. In der Regierungszeit von Premierminister Felipe González wurde der Schütze mit dem Militärverdienstkreuz ausgezeichnet.

## Gedächtnis
An der Stelle, an der Gladys del Estal im Jahr zuvor ermordet worden war, wurde ein Denkmal mit der baskischen Aufschrift „Gladys gogoan zaitugu“ (deutsch Gladys, wir gedenken deiner) errichtet, das jedoch von der Guardia Civil entfernt wurde. Es fand eine Demonstration statt, bei der Demonstranten Slogans gegen das Energieunternehmen Iberduero und die Polizeikräfte skandierten, in einer Zeit intensiver Gewalttätigkeit, die von der ETA, von Polizeikräften, die außerhalb des offiziellen Auftrags handelten und von paramilitärischen Gruppen ausgeübt wurde. Die Organisatoren brachten eine baskische Flagge mit einem schwarzen Band an. Die Regierungsbehörde zeigte die Organisatoren an, weil sie sich nicht an den Zeitplan hielten und „strafbare Parolen und Haltungen“ zeigten.

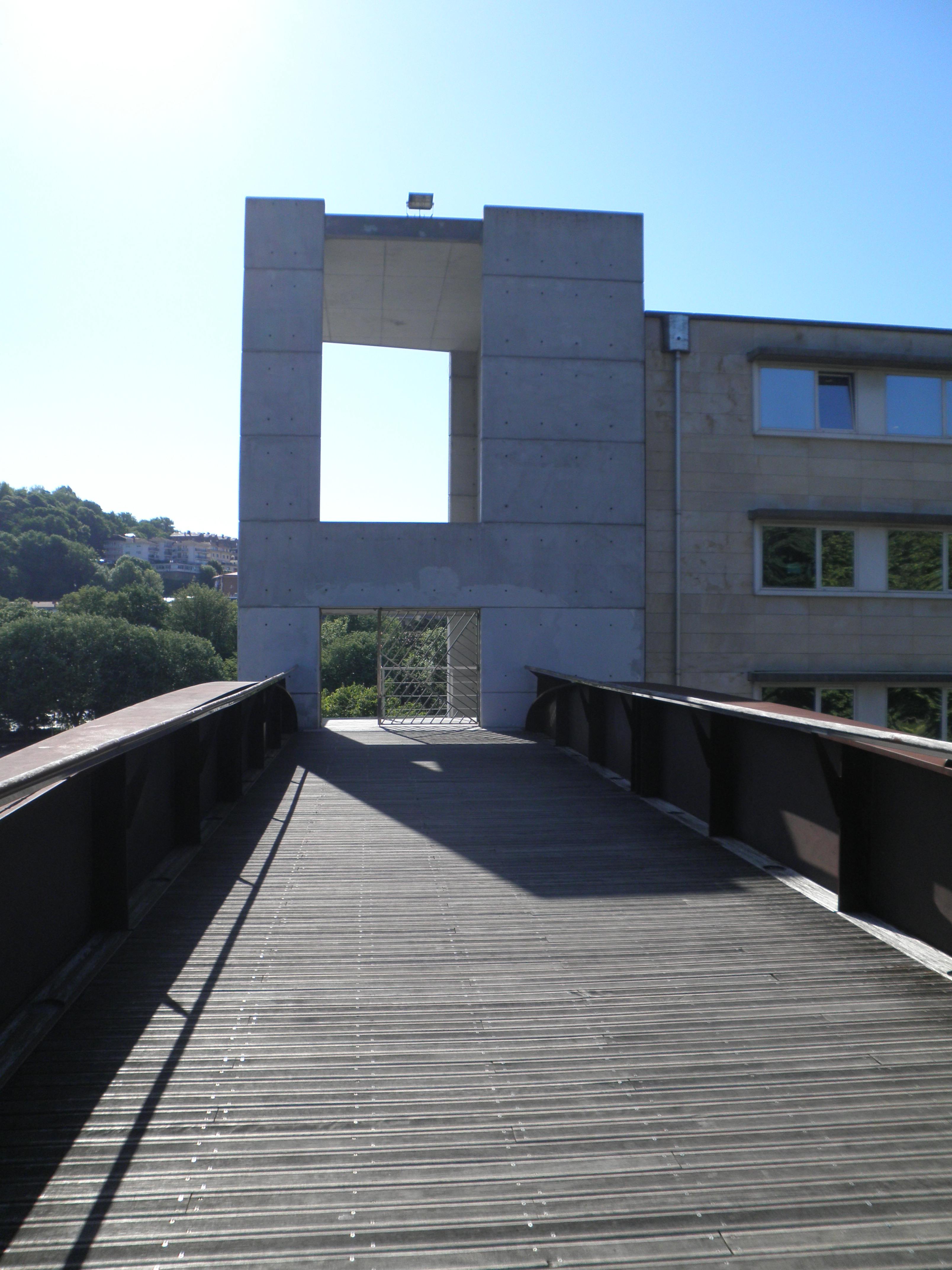
Gladys del Estal Fußgängerbrücke in Donostia / San Sebastián (2011)

Im „Cristina-Enea-Park“ in Donostia / San Sebastián steht eine Gedenkstätte für sie. Noch 38 Jahre nach ihrem Tod wurde an ihrer Gedenkstätte eine Gedenkveranstaltung abgehalten.
Im Jahr 2009 wurde eine 94 Meter lange Fußgängerbrücke, die den „Cristina-Enea-Park“ mit der „Federico-García-Lorca-Promenade“ (neben dem Fluss und der Mundaiz-Brücke) über die Bahngleise verbindet, nach ihr benannt.